# Pachycrocuta
La iena gigante  (Pachycrocuta, Kretzoi, 1938) è un genere di iena estinta indigena dell'Africa e dell'Eurasia che visse dal Pliocene superiore al Pleistocene medio. Contava tra i suoi membri P. brevirostris, la iena più grande conosciuta.

## Paleobiologia
La specie P. brevirostris era la iena più grande, pesante 110 kg, circa 20% più grande dell'attuale iena maculata e, perciò, paragonabile in grandezza a una leonessa. Gli arti, però, erano relativamente brevi, conferendo alla specie una altezza alla spalla di solo 90-100 cm, poco più di una iena maculata grande. Tale tratto è indicativo d'uno stile di vita meno dedito alla corsa, con maggior enfasi sulla forza fisica.
Disponeva inoltre di una mandibola robusta con premolari ben sviluppati, tutti tratti associati con lo smembramento e il trasporto delle carcasse. La struttura della mandibola, insieme a un trigonide (l'estremità tagliente dei carnassiali) corto, è molto simile a ciò che si riscontra nelle odierne iene brune e striate, entrambe quasi esclusivamente saprofaghe, contrariamente alla iena macchiata che è predominantemente una cacciatrice. Gli arti corti di P. brevirostris avrebbero però reso energicamente costosa la perpetua ricerca di carcasse, caratteristica delle iene brune e striate, che dispongono di arti più lunghi. È stato quindi proposto che vivesse seguendo i movimenti dei grandi felidi macairodonti per impadronirsi delle loro prede, usando la sua forza e imponenza per allontanarli.

## Tassonomia

### Evoluzione
La stirpe di iene che condusse a Pachycrocuta apparve nel tardo Miocene, originandosi dal genere Hyaenictitherium, con Pachycrocuta che apparve per la prima volta in Africa 3 milioni di anni fa nel Pliocene superiore. Il genere si estinse in Africa orientale nel Plio-Pleistocene, in coincidenza con la prima apparizione di manufatti di pietra da parte degli ominidi, ma riuscì prima a colonizzare l'Africa meridionale, dove si sviluppò nella specie P. bellax. Nel Pleistocene inferiore, Pachycrocuta raggiunse l'Eurasia, dove rimpiazzò le iene Pliocrocuta perrieri e Chasmaporthetes lunensis. P. brevirostris apparve in Europa occidentale per la prima volta nel Pleistocene inferiore in Italia, probabilmente migrando dall'Asia, dal momento che la specie era già estinta in Africa orientale.
Almeno in Europa, l'estinzione di P. brevirostris coincise con l'arrivo dei grandi felini panterini come i leoni della steppa e i leopardi, che causarono la scomparsa dei felini macairodonti, in particolare Megantereon whitei, che fornivano alla iena gran parte delle carcasse di cui si nutriva. I felini nuovi arrivati avrebbero consumato le prede con più efficienza dei loro predecessori dai denti a sciabola, quindi lasciando meno alle iene. P. brevirostris sarebbe stata inoltre concorrente degli umani per le carogne ormai scarseggianti. Essendo probabilmente solitaria, P. brevirostris si sarebbe trovata svantaggiata in uno scontro con bande di ominidi, che a quel punto disponevano già della configurazione anatomica necessaria per scagliare pietre accuratamente.